# Aldeia do Bispo (Penamacor)
Aldeia do Bispo era una freguesia portuguesa del municipio de Penamacor, distrito de Castelo Branco.
Fue suprimida el 28 de enero de 2013, en aplicación de una resolución de la Asamblea de la República portuguesa promulgada el 16 de enero de 2013 al unirse con las freguesias de Águas y Aldeia de João Pires, formando la nueva freguesia de Aldeia do Bispo, Águas e Aldeia de João Pires.
Cubre una superficie de 6,51 km² y cuenta con una población de 676 habitantes (en 2011), con una densidad de 103,8 habitantes por kilómetro cuadrado. Su santo patrón es São Bartolomeu (San Bartolomé), cuya festividad se celebra el 24 de agosto.

## Geografía
Aldeia do Bispo se encuentra en un valle, cerca del río "Raivosa", un afluente del río "Taliscas". Está situado en la encrucijada de los caminos que llevan a los pueblos de Águas, Bemposta, Aranhas, Aldeia de João Pires y Penamacor. El pueblo está ubicado a unos 7 kilómetros del municipio de Penamacor.

## Historia
Se dispone de poca información sobre la fecha exacta de fundación de este pueblo. La inscripción o fecha más antigua descubierta hasta ahora es "16 zx", que se interpreta como correspondiente al año 1628. Esta inscripción se encuentra en la calle del "Outeiro" donde, según la tradición, existía una plaza. Está grabada en una piedra sobre la puerta de una casa que data de 1696. En cuanto al origen del nombre del pueblo, deriva del árabe الضيعة (ād-ḍay’ah), que significa "el pueblo", y de "El Obispo" (do Bispo).

## Patrimonio
- Capillas del Espíritu Santo (Espírito Santo), de San Antonio (Santo António), de Nuestra Señora de las Necesidades (Nossa Senhora das Necessidades) y de San Sebastián (São Sebastião)
- Estación arqueológica de Lameira Larga